# 细体饶氏吸虫
细体饶氏吸虫（学名：Lutztrema leptosomum）为双腔科饶氏属的动物。在中国大陆，分布于贵州贵阳等地，营寄生生活，终末宿主白头鹎，寄生于肝脏以及胆管。该物种的模式产地在贵州贵阳。